# 1908 (szám)
Az 1908 (római számmal: MCMVIII) az 1907 és 1909 között található természetes szám.

## A matematikában
A tízes számrendszerbeli 1908-as a kettes számrendszerben 11101110100, a nyolcas számrendszerben 3564, a tizenhatos számrendszerben 774 alakban írható fel.
Az 1908 páros szám, összetett szám. Kanonikus alakja 22 · 32 · 531, normálalakban az 1,908 · 103 szorzattal írható fel. Tizennyolc osztója van a természetes számok halmazán, ezek növekvő sorrendben: 1, 2, 3, 4, 6, 9, 12, 18, 36, 53, 106, 159, 212, 318, 477, 636, 954 és 1908.
Az 1908 két szám valódiosztóösszeg-függvényeként áll elő, ezek az 1602 és az 1907².